# Zdravka Jordanova
Zdravka Jordanova (Sofia, 9 december 1950) is een Bulgaars roeister.
Jordanova behaalde haar grootse succes met het winnen van olympisch goud in 1976 in de dubbel-twee. Vier jaar later eindigde Jordanova met een vierde plaats net buiten het olympische podium. Jordanova behaalde in totaal vier medailles in de dubbel-twee tijdens wereldkampioenschappen, in 1978 won Jordanova de wereldtitel.

## Resultaten

### Olympische Zomerspelen
| Jaar | Plaats   | Resultaten           |
| ---- | -------- | -------------------- |
| 1976 | Montreal | in de dubbel-twee    |
| 1980 | Moskou   | 4e in de dubbel-twee |

### Wereldkampioenschappen roeien
| Jaar | Plaats     | Resultaten        |
| ---- | ---------- | ----------------- |
| 1975 | Nottingham | in de dubbel-twee |
| 1977 | Amsterdam  | in de dubbel-twee |
| 1978 | Cambridge  | in de dubbel-twee |
| 1979 | Bled       | in de dubbel-twee |

1976: Svetla Otsetova & Zdravka Jordanova ·
1980: Jelena Chloptseva & Larissa Popova ·
1984: Marioara Popescu & Elisabeta Oleniuc ·
1988: Birgit Peter & Martina Schröter ·
1992: Kerstin Köppen & Kathrin Boron ·
1996: Marnie McBean & Kathleen Heddle ·
2000: Jana Thieme & Kathrin Boron ·
2004: Georgina Evers-Swindell & Caroline Evers-Swindell ·
2008: Georgina Evers-Swindell & Caroline Evers-Swindell ·
2012: Katherine Grainger & Anna Watkins   ·
2016: Magdalena Fularczyk-Kozłowska & Natalia Madaj ·
2020: Nicoleta-Ancuța Bodnar & Simona Radiș ·
2024: Brooke Francis & Lucy Spoors